# 克利夫·莱彻
克利夫·莱彻（英語：Cliff Letcher，1952年2月9日—），澳大利亚男子网球运动员。他曾获得1978年和1979年澳大利亚网球公开赛男子双打亚军，及1976年美国网球公开赛男子双打亚军。